# Heliotrop (mineral)
Heliotrop (av grekiska helios, sol och tropos, 
vändning), även känd som blodsten eller ematill, är ett kryptokristallint mineral, av inmängd klorit mörkgrön, med röda jaspisgnistor uppblandad kalcedonvarietet, som kommer från Egypten, Centralasien och Indien samt används till juvelerararbeten.  
Plinius den äldre berättar i sin Naturalis Historia att mineralet heliotrop har fått sitt namn på grund av att den återkastar rött ljus när det under vatten blir utsatt för solljus. Ädelstenen heliotrop kallas även blodsten (på engelska bloodstone), även hematit kallas för blodsten eller blodstensmalm.

## Legender och vidskepelse
Heliotrop kallades "Babylons sten" av Albertus Magnus och han hänvisade till flera magiska egenskaper, som tillskrevs den från senantiken. Plinius den äldre (1:a århundradet) nämnde först att magikerna använde den som en sten för osynlighet. Damigeron (300-talet) skrev om dess egenskap att skapa regn, solförmörkelse och dess speciella dygd i att spå och bevara hälsa och ungdom. En kristen tradition säger att de röda fläckarna kommer från blod som faller på stenen under Jesu korsfästelse, då han blev stucken i sidan av en romersk soldat. Forntida romerska soldater trodde att stenen hade förmågan att bromsa blödning och bar den av denna anledning. I Indien menar man att man kan stoppa blödning genom att lägga den på sår och skador efter att ha dopat det i kallt vatten, vilket kan ha en vetenskaplig grund i det faktum att järnoxid som finns i stenen ger en effektiv sammandragning. Gnostikerna bar stenen som en amulett för lång livslängd, för rikedom och mod, för att stärka magen och för att skingra melankoli. På medeltiden ansågs det vara användbart för djurhållning. De gamla grekerna och romarna bar stenen för att ge rykte och gunst, för att ge uthållighet och som ett medel mot bett av giftiga varelser. Grekiska och romerska idrottare bar den som talisman för framgång i sina spel. I Skottland såg gaeler heliotroper som produkten av en evig strid (sedda som norrsken) utkämpad av "de nimble", gigantiska älvor som dansade och kämpade på natthimlen, och deras blod samlades in i den röda delen av norrskenet innan det faller i droppar till marken för att bilda blodstenar.

## Förekomst
Heliotrop har hittats i västra Australien, Brasilien, Bulgarien, Tjeckien, Italien, Nova Scotia och många platser i USA. Det finns också förekomster av blodsten på Isle of Rum i Skottland.

## Bildgalleri

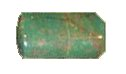
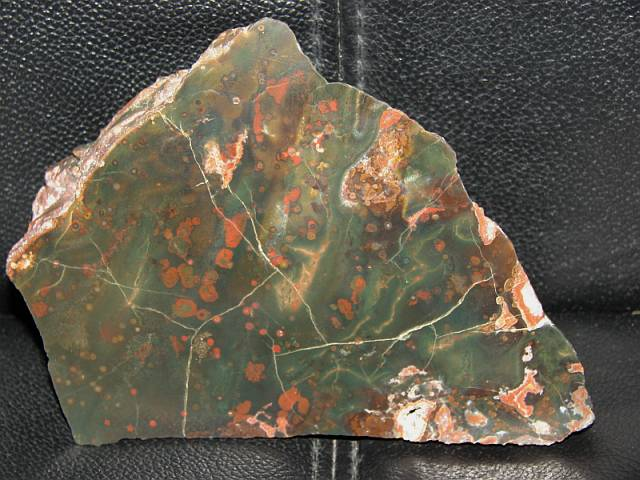
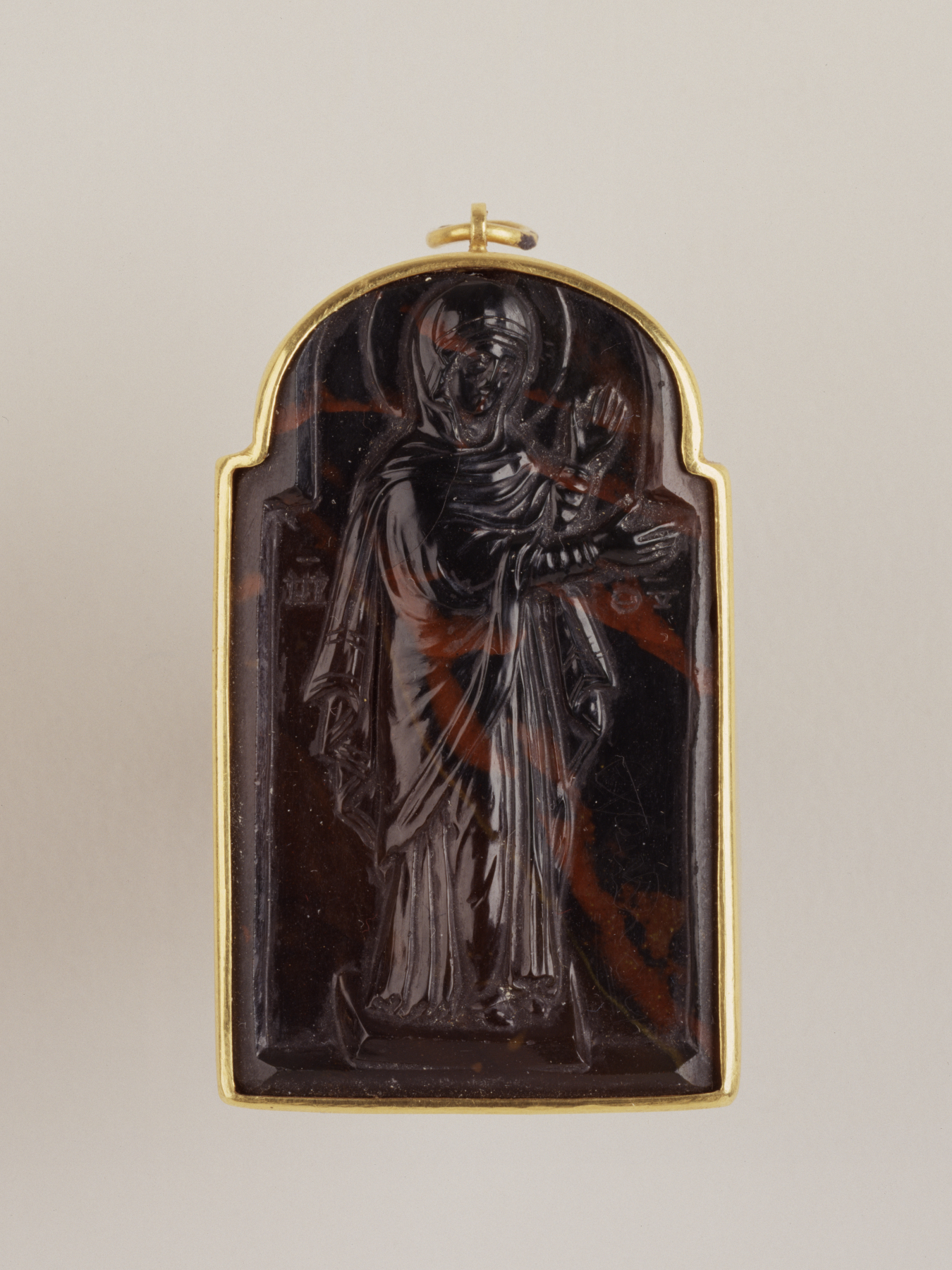